# Az aranypisztolyos férfi
Az aranypisztolyos férfi (The Man with the Golden Gun) egy 1974-ben bemutatott brit kalandfilm, ami a kilencedik James Bond-film. Roger Moore másodszor játssza az agyafúrt ügynököt, akinek ezt a történetét Ian Fleming utoljára írta meg, és befejezetlenül is maradt. Ezen kívül ez volt az utolsó Bond-film amit Albert R. Broccoli és Harry Saltzman közösen csinált, ezután már csak Broccoli készítette a hivatalos Bond-filmeket. Guy Hamilton negyedszer és utoljára rendezett Bond-filmet.

## Cselekmény
Bond különös ajándékot kap: egy színarany pisztolygolyót, amire rá van vésve a 007-es szám. Valaki egyértelműen Bond halálát akarja, és az arany pisztolygolyó alapján ez a valaki csak Francisco Scaramanga, a hírhedt bérgyilkos lehet, aki aranypisztollyal és aranygolyóval végez az áldozataival. Speciális egylövetű pisztolyából minden leadott lövés egymillió dollárba kerül. Bondnak azonban nem csak ez a fenyegetés okoz gondot, egy fontos napenergiával kapcsolatos eszközt is elő kellene kerítenie. Marokkói, majd Thaiföldi nyomozása során azonban rájön, hogy az eszköz eltűnéséhez Scaramangának is köze van. Némi verekedés, üldözés, és egyéb kalandok után csak idő kérdése, hogy Bond és Scaramanga a bérgyilkos titkos búvóhelyén halálos párbajban keljenek birokra egymással...

## Hatása
A film egy jelenetében Bond leszáll egy szigetre, ahol egy homokos parton megküzd a film fő gonoszával. A jelenetet dél-thaiföldi Ko Khao Phing Kan nevű szigeten vették fel, ami a film után népszerű turistacélpont lett. Ma már sokszor James-Bond szigetként hivatkoznak rá, míg a jelenet hátterében látható húsz méter magas oszlopsziklát, mely neve Ko Tapu, James Bond-sziklaként nevezik a turisták.

## Érdekességek
- Scaramagnáról gyakran úgy hiszik, hogy spanyol, ám az eredeti Ian Fleming-regény szerint katalán nemzetiségű,[2] a film szerint viszont Kubában született.[3]

## Szereplők
| Szerep                   | Színész           | Magyar hang         |
| ------------------------ | ----------------- | ------------------- |
| James Bond               | Roger Moore       | Láng József         |
| Francisco Scaramanga     | Christopher Lee   | Dózsa László        |
| Mary Goodnight (Bye-Bye) | Britt Ekland      | Varga Klári         |
| Andrea Anders            | Maud Adams        | Kerekes Viktória    |
| Nick Nack                | Hervé Villechaize | Csőre Gábor         |
| Hai Fat                  | Richard Loo       | Maróti Gábor        |
| Hip hadnagy              | Soon-Tek Oh       | Kálloy Molnár Péter |
| J.W. Pepper seriff       | Clifton James     | Várday Zoltán       |
| M                        | Bernard Lee       | Velenczey István    |
| Miss Moneypenny          | Lois Maxwell      | Halász Aranka       |
| Q                        | Desmond Llewelyn  | Izsóf Vilmos        |
| Lazar                    | Marne Maitland    |                     |
| Rodney                   | Marc Lawrence     | Holl János          |
| Colthorpe                | James Cossins     | Halmágyi Sándor     |
| Bill Tanner              | Michael Goodliffe | Safranek Károly     |
| Zaida, hastáncosnő       | Carmen du Sautoy  | Hullan Zsuzsa       |